# Bin El Ouiden
Bin El Ouiden (în arabă بين الويدان) este o comună din provincia Skikda, Algeria.
Populația comunei este de 21.629 de locuitori (2008).